# サイゴンセンター

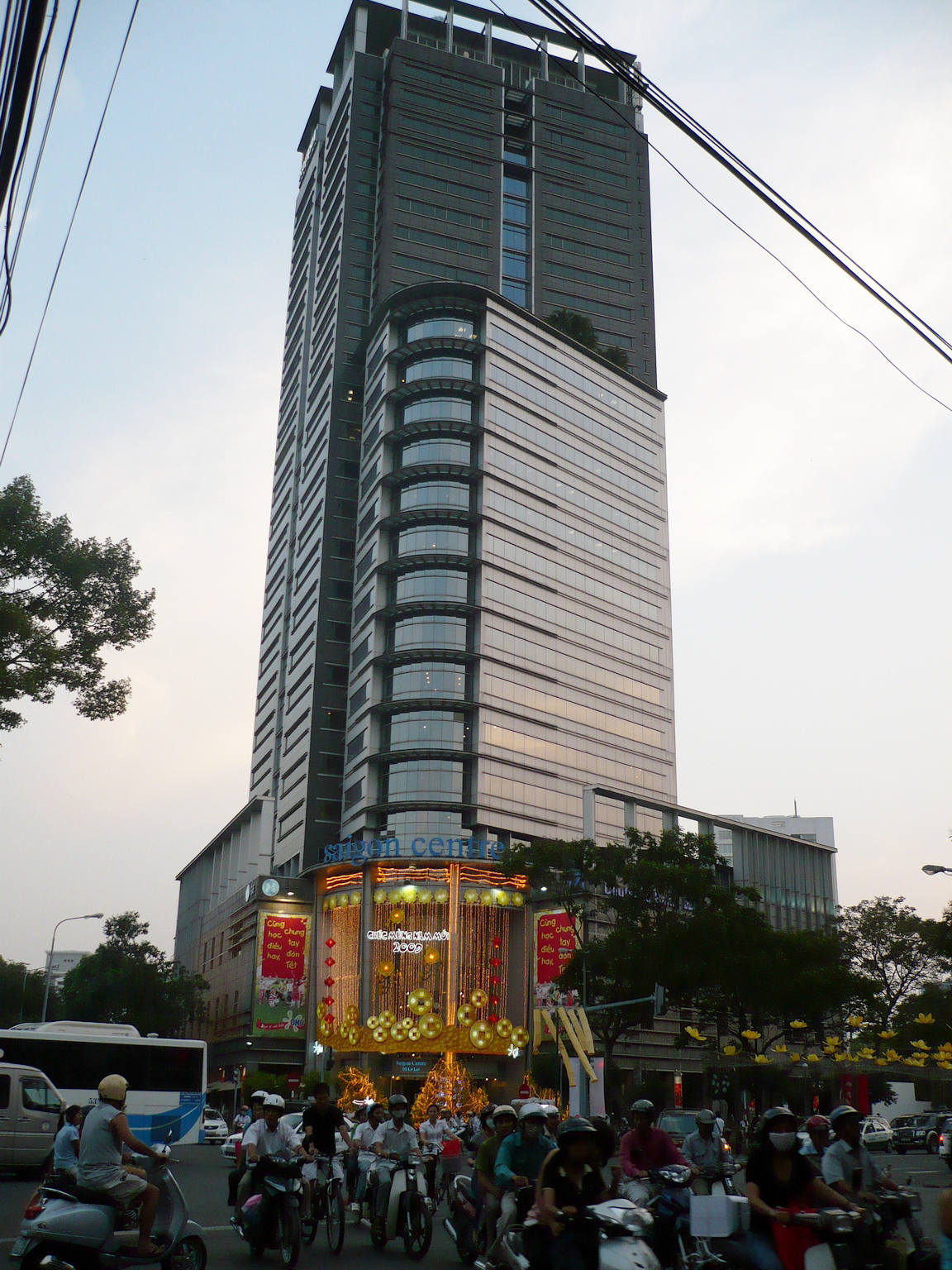
サイゴンセンター

サイゴンセンター（Saigon Centre）は、ベトナムホーチミン市にある超高層ビル。

## 概要
ベトナムで最も高い建築物として1996年に完成した。第1期と第2期に分かれており、2016年に第2期が完成した。

## テナント
- 髙島屋